# Polissage mécanochimique
Pour les articles homonymes, voir CMP.

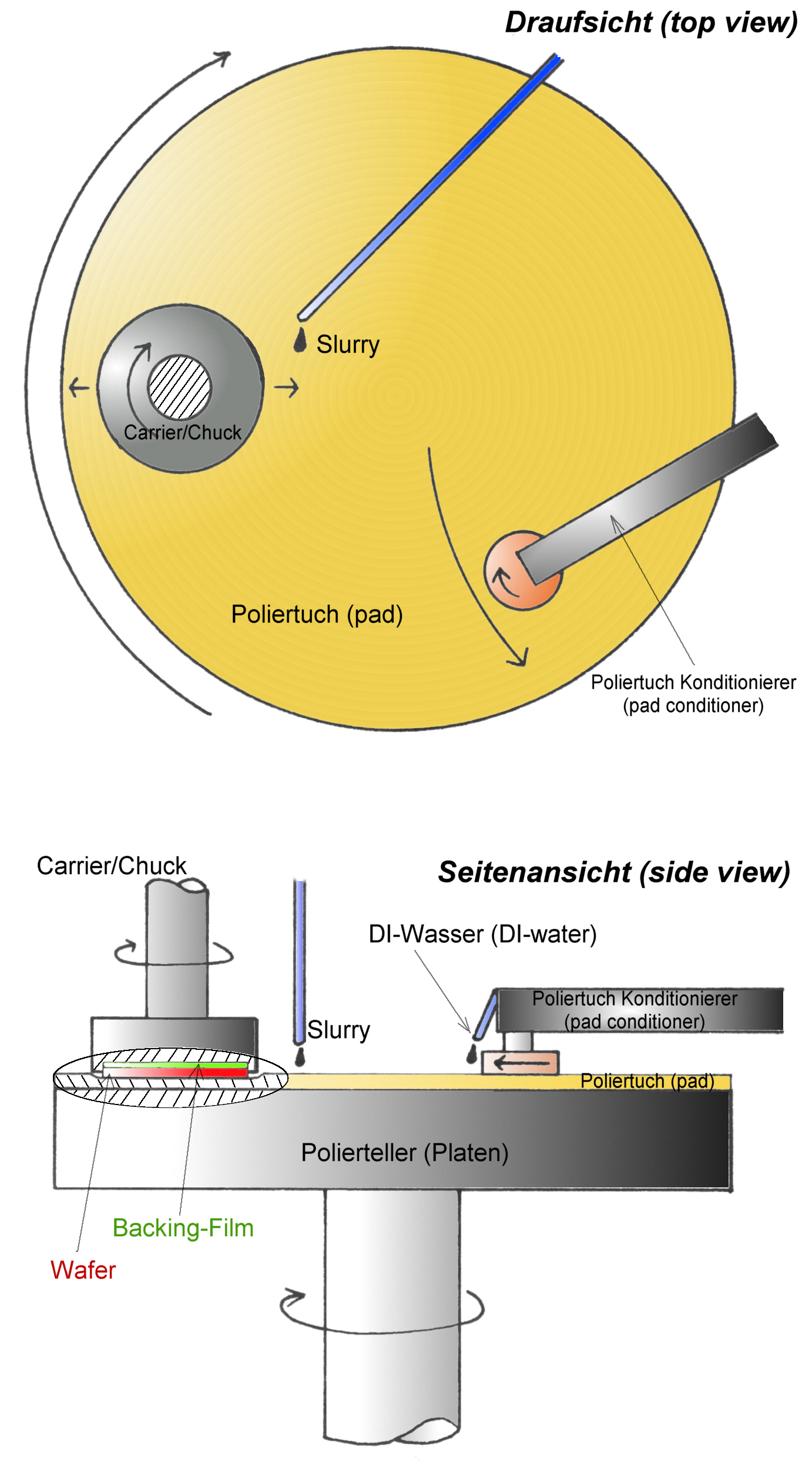
Fonctionnement du polissage mécanochimique

Le polissage mécanochimique (en anglais, Chemical mechanical polishing ou CMP) est un procédé de polissage des surfaces utilisant l'action combinée de forces mécaniques et chimiques. Ce procédé est très utilisé dans l'industrie des semiconducteurs pour la planarisation de wafers destinés à la fabrication de circuits intégrés. On retrouve également cette technologie dans la fabrication de composants optiques en verre par exemple. 

## Description
Le procédé met en jeu l'action conjointe du disque de polissage et des effets chimiques et abrasifs de la solution de polissage, communément appelé slurry. Ce slurry est en général une suspension colloïdale avec des particules de l'ordre de la centaine ou dizaine de nanomètre. Le wafer à polir, maintenu en place par une bague de retenue, est pressé contre le disque de polissage. Le disque de polissage et le wafer sont mis en rotation l'un par rapport à l'autre, ce qui permet l'enlèvement de la matière en surface et le lissage d'une éventuelle topographie. Le défaut de forme et la rugosité sont alors abaissés. Ce polissage est nécessaire, par exemple, pour les étapes de photolithographie, où les profondeurs de champ disponibles sont inférieures à la centaine de nanomètres.

## Fonctionnement

### Action chimique
Des agents chimiques dans le surnageant du slurry transforment la matière de surface (par oxydation par exemple). Cette variation de la structure chimique va entraîner une variation des propriétés mécaniques.

### Action mécanique
Les particules, sous l'action de la pression exercée par le disque et de l'écoulement du fluide, vont arracher par abrasion/érosion la surface transformée du wafer.